# Andy Hurley
Andrew John "Andy" Hurley, född 31 maj 1980 i Milwaukee, Wisconsin, är en amerikansk musiker, mest känd som trummis i det amerikanska punkrockbandet Fall Out Boy.
Innan han började i Fall Out Boy spelade Hurley i flera andra hardcorepunk-band. Han började i Fall Out Boy på heltid 2003 och var kvar i bandets till dess uppehåll år 2009. Efter det skapade han ett heavy metal-supergrupp med namnet The Damned Things tillsammans med Fall Out Boy-gitarristen Joe Trohman. Gruppen gjorde ett uppehåll efter sitt debutalbum Ironiclast (2010) på grund av att medlemmarna lade fokus på sina originalband. 
Hurley har bland annat spelat i Project Rocket, Racetraitor och The Kill Pill.